# Самарийдижелезо
Самарийдижелезо — бинарное неорганическое соединение
железа и самария
с формулой Fe2Sm,
кристаллы.

## Получение
- Сплавление стехиометрических количеств чистых веществ:

{\displaystyle {\mathsf {2Fe+Sm\ {\xrightarrow {900^{o}C}}\ Fe_{2}Sm}}}

## Физические свойства
Самарийдижелезо образует кристаллы
кубической сингонии, пространственная группа F d3m, параметры ячейки a = 0,7417 нм, Z = 8,
структура типа магнийдимеди Cu2Mg
.
Соединение образуется по перитектической реакции при температуре 900°С
.